# Butterup-Tuse Sogn
Butterup-Tuse Sogn 
ist eine Kirchspielsgemeinde (dän.: Sogn)
auf der Insel Sjælland im südlichen Dänemark, die am 2. Dezember 2012 durch Zusammenlegung des Tuse Sogn mit dem südlich davon gelegenen Butterup Sogn entstanden ist. Derartige Zusammenlegungen beziehen sich nur auf die kirchlichen Belange. In ihrer Eigenschaft als Matrikelsogne, also als Grundbuchbezirke der Katasterbehörde Geodatastyrelsen, wirken sich seit Abschaffung der Hardenstruktur 1970 solche Änderungen nicht mehr aus. Bis 1970 gehörte Tuse Sogn zur Harde Tuse Herred, Butterup Sogn zur Merløse Herred, beide im damaligen Holbæk Amt, danach zur Holbæk Kommune im Vestsjællands Amt, die im Zuge der Kommunalreform zum 1. Januar 2007 in der „neuen“ Holbæk Kommune in der Region Sjælland aufgegangen ist.

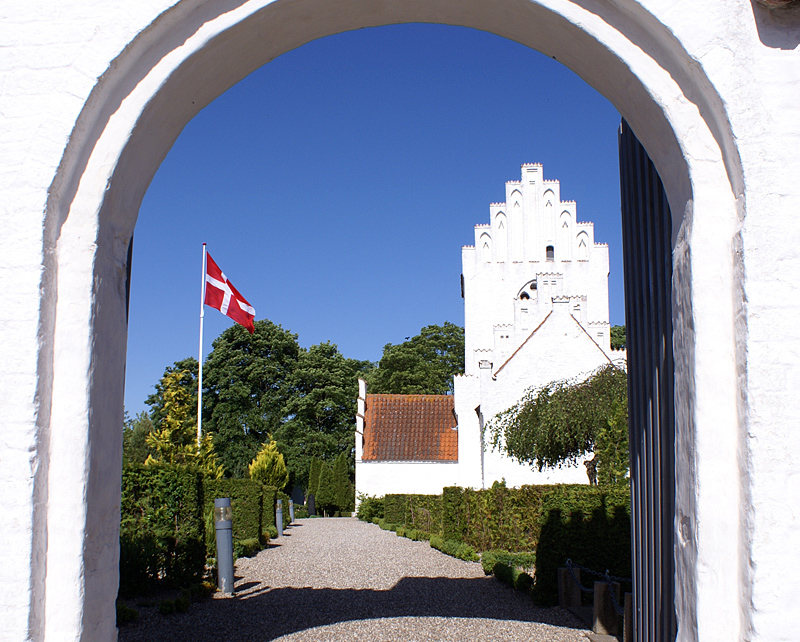
Tuse Kirke

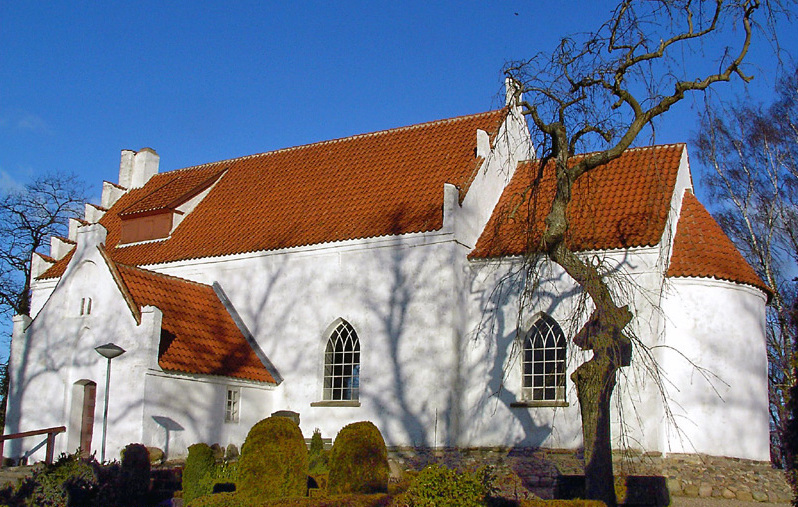
Butterup Kirke

Im Kirchspiel leben 3735 Einwohner, davon 1322 im Kirchdorf Tuse. Die Stadt Holbæk mit insgesamt 29.960 Einwohnern erstreckt sich bis in das Kirchspiel (Stand: 1. Januar 2023).
Im Kirchspiel liegen die „Kirche von Tuse“ und die „Butterup Kirke“.
Nachbargemeinden sind im Osten Tveje Merløse Sogn, im Süden Søstrup Sogn und Nørre Jernløse Sogn, im Südwesten Stigs Bjergby-Mørkøv Sogn, im Westen Kundby Sogn, im Nordwesten Gislinge Sogn und im Norden Hagested Sogn. Im östlichen Teil des Kirchspiels befindet sich eine kleine Exklave des Tuse Næs Sogn.